# 奧托·鮑姆
奧托·鮑姆（德語：Otto Baum，1911年11月15日—1998年6月18日）是二戰期間武裝黨衛軍的上級領袖（Oberführer）。他曾獲得納粹德國的橡葉騎士佩寶劍鐵十字勳章。
鮑姆於1911年11月15日出生在黑興根-施泰滕，是一個商人的兒子。從1930年到1932年，他在霍恩海姆大學學習了兩個學期的農業。在入侵蘇聯的巴巴羅薩行動期間，他擔任黨衛軍第3步兵團的營長。1943年重傷痊癒後，他被提升為團長，最終達到黨衛軍上尉軍銜。1944年7月，他指揮了黨衛軍帝國師，並在法萊斯口袋中參與了行動。